# Televiziunea analogică terestră în România

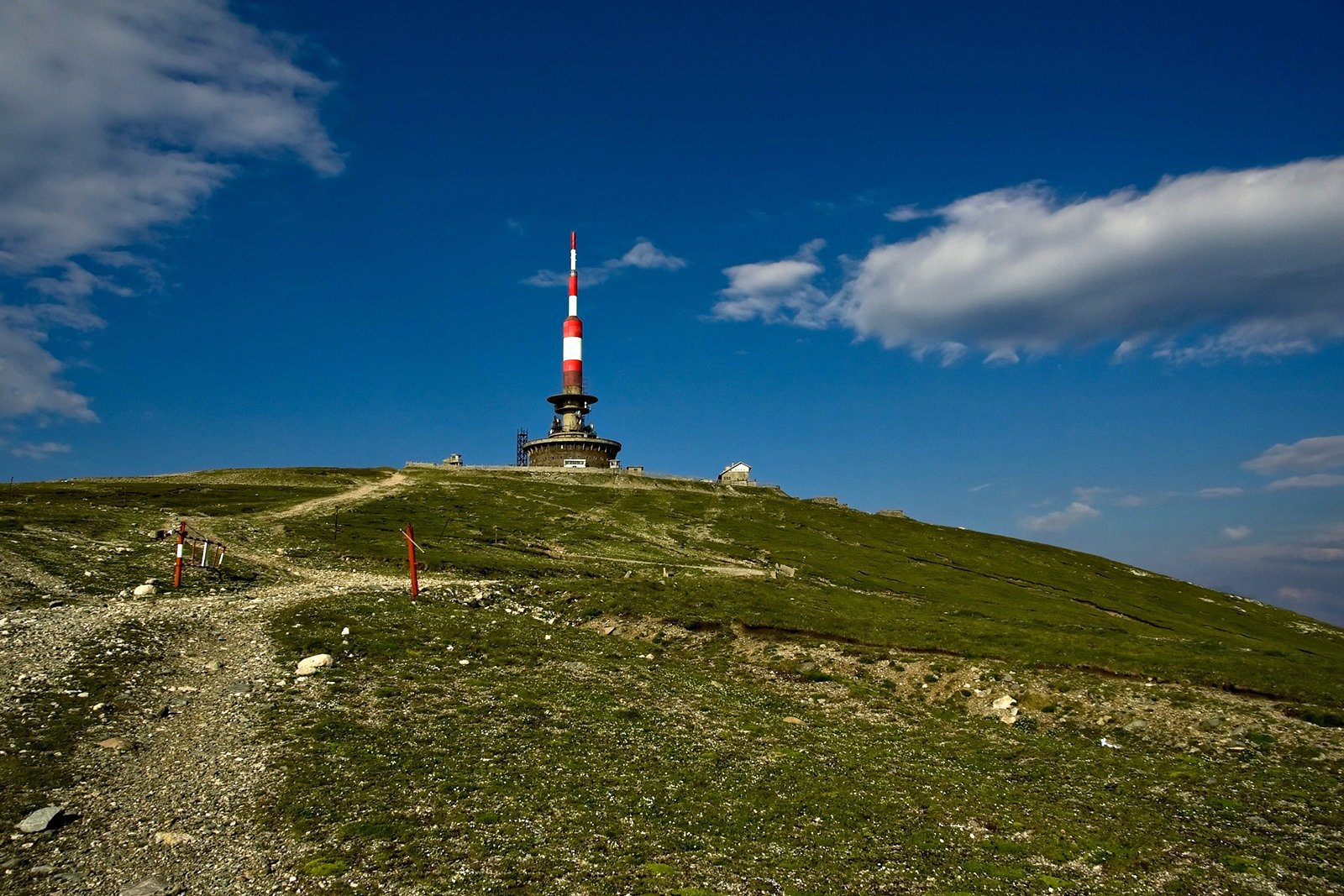
Releul Coștila, unul dintre cele mai importante amplasamente de transmisiune analogică din România

Televiziunea analogică terestră în România a început pe 31 decembrie 1956 când a fost inaugurată televiziunea de stat SRTV, denumită și Televiziunea Română (TVR). Acesta poate fi considerat momentul în care apare în România instituția televiziunii. Modelul instituției este preluat după Televiziunea Franceză și după BBC adică limitarea spectrului frecvențelor și realizarea unui program național standardizat.

## Istoric
În România primele cercetări în ceea ce privește transmisia la distanță a imaginilor apar în 1924. În anul 1928, la numai doi ani după ce Baird reușește să transmită primele imagini, fizicianul George D. Cristescu publică prima lucrare despre televiziune din România „Problema televiziunei”. Lucrarea cuprinde „două expuneri la Societatea Română de Fizică: prima la 18 mai 1926, a doua la 30 martie 1928”. Autorul prezintă sinteza experimentelor de explorare și transmitere a imaginilor de televiziune efectuate în „Laboratorul de Acustică și Optică a Universității de Științe din București” după cum scrie și în dedicația făcută: „În semn de recunoștință dlui Prof. C. Miculescu directorul laboratorului de Acustică și Optică, al Facultății de Științe din București în care a luat ființă lucrarea de față 28 / VIII 1928 ”. De asemenea, autorul propune un sistem nou de explorare mecanică și obținere a imaginii.
În anul 1937 (30 octombrie), la Facultatea de Științe din București, Laboratorul de Electricitate și Căldură, inginerul Christian Musceleanu prezintă o instalație de televiziune mecanică, cu disc Nipkow, adusă pentru demonstrații de firma Philips. Ziarul Universul din 25 octombrie 1937 menționează evenimentul sub titlul: ‚Cel dintâi post de televiziune din România va începe să funcționeze peste câteva zile la București’; acesta este primul post cu care încep emisiunile experimentale de televiziune.
Anul 1953 este un an important pentru începuturile televiziunii din România, a fost construit și probat primul emițător de televiziune românesc în alb-negru, realizat de profesorul Alexandru Spătaru. Prima transmisie de televiziune s-a făcut la data de 21 august 1955. Televiziunea Română a început să emită la 31 decembrie 1956 într-un studio improvizat din Floreasca, str. Moliere, nr. 2. Experimente de televiziune în culori au loc începând cu anul 1964.

## Caracteristici semnal analogic terestru - standardul de televiziune OIRT
Romania a fost membră a organizației de radio și televiziune OIRT, între 1950–1992. La data de 1 ianuarie 1993, OIRT s-a unit cu European Broadcasting Union (EBU). Acronimul OIRT provine de la Organisation Internationale de Radiodiffusion et de Télévision, care a fost denumirea în limba franceză, sau în limba engleză: International Radio and Television Organisation, care avea sediul la Praga.
OIRT  fost considerat „omologul socialist” al Uniunii de Radiodifuziune din Europa de Vest (EBU). OIRT avea, de asemenea, un standard de televiziune modificat față de recomandările CCIR 601 pentru emisia și recepția semnalelor de televiziune. 
Standardul adoptat de OIRT pentru transmisiile de semnal analogic, alb/negru impune următoarele caracteristici ale semnalului de televiziune:
- Numărul de linii: {\displaystyle 625}
- Frecvența semicadrelor: {\displaystyle 50Hz}
- Frecvența cadrelor:  {\displaystyle 25Hz}
- Frecvența liniilor: {\displaystyle 15625Hz}
- Formatul de cadru: {\displaystyle 4/3}
- Frecvența video maximă: {\displaystyle 7.5MHz}
- Banda de frecvență video transmisă:  {\displaystyle 5.5MHz-6.5MHz}
- Tipul de modulație pentru OIRT este de tip modulația în amplitudine (MA), iar polaritatea semnalului modulator este negativă. [a]
- Nivelul semnalului de negru este de {\displaystyle 75\%}[b]
- Tipul de modulație pentru semnalul de sunet este modulația în frecvență (MF)
- Diferența de frecvență între purtătoarea de imagine și cea de sunet este de {\displaystyle 6.5MHz}
- Lățimea totală a semnalului este {\displaystyle 8MHz}
- Frecvența minimă a canalului de de televiziune este {\displaystyle f_{o}-1.25MHz}
- Frecvența maximă a semnalului de televiziune este de {\displaystyle f_{o}+6.75MHz}
- Polarizarea undelor transmise este orizontală

## Detalii tehnice
Transmiterea imaginilor în televiziunea analogică se bazează pe o caracteristică a creierului uman legată de percepția imaginile statice ca fiind într-o scenă în mișcare, atunci când afișăm imaginile statice într-o succesiune rapidă. Prin iluzia de animație, când secvențele afișate sunt proiectate una câte una cu o anumită viteză, (în cinematografie cu o frecvență de 24 imagini/secundă), va rezulta o iluzie de mișcare continuă, prin exploatarea unor factori psihologici ai vederii: memoria asociativă și persistența retiniană.
Mai multe detalii despre animație și tehnica proiecției cinematografice în paginile aferente: aici și aici. 
Într-un televizor analogic, cu tub cinescop alb-negru, care la bază poate fi considerat un tub electronic gigant, ecranul este acoperit în interior cu o substanță fluorescentă (cu o denumire generică de luminofor, exemple de substanțe: sulfura de calciu, wolframat de bariu, etc.), iar fasciculul de electroni generat de catod și accelerat de anod, lovește stratul de luminofor. Circuite electronice specializate „trasează” o imagine pe ecran, mișcând fasciculul de electroni peste stratul fluorescent, excitând stratul de substanță în zona respectivă, obținându-se fenomenul de fotoluminiscență. La ecranele cinescop, acoperite cu luminofori, fotoluminiscența continuă cu o intensitate din ce în ce mai mică și după ce a fost întreruptă excitarea. Durata fotoluminiscenței (numită remanență) depinde de natura materialului și de temperatura la care se face excitarea acestuia, putând depăși, la tuburile special construite, durata de 1 secundă. Pentru a acoperi toată suprafața ecranului, fascicolul de electroni în tubul cinescop este deviat cu ajutorul unui câmp magnetic, generat de circuitele de baleiaj. Există câte un circuit electronic dedicat separat pentru a realiza mișcarea verticală a facicolului (acesta este circuitul de baleaj vertical) și un alt circuit, pentru mișcarea orizontală a spotului (circuitul de baleaj orizontal). Fasciculul trasează o linie pe ecran, începând de la stânga, cu mișcare către dreapta. În acest timp, pe durata deplasării fascicolului de electroni, circuite electronice modulează intensitatea fascicolului de electroni proporțional cu intensitatea luminoasă a imaginii captate la emisie. În zonele în care sursa, de la care se captează imaginea, are o luminozitate mai mare, curentul de facicol crește, iar în zonele unde intensitatea luminoasă percepută este mai mică, acolo și curentul de fascicol va scădea proporțional. Intensitatea fenomenului de fotoluminiscență este proporțională cu intensitatea fascicolului de electroni, ceea ce face ca pe ecran să obținem o variație de intensitate luminoasă, cu nuanțe de negru, gri și alb pe ecran, similară sursei de semnal de la emisie.

O schiță care ilustrează modul cum este deplasat facicolul de electroni pe ecranul unui tub cinescop

La capătul liniei, când fascicolul de electroni ajunge în partea din dreapta a ecranului, acesta trebuie readus la punctul de plecare, în stânga ecranului pentru a trasa o nouă linie. Mutarea fascicolului se face cu o viteză mult mai mare și, pentru a nu lăsa urme pe ecran, deoarece acesta acum nu conține informații utile, fascicolul este blocat, stins, de circuite electronice dedicate. Trasarea unei noi linii, diferită ca informație de linia precedentă, se face și cu o mișcare simultană de deplasare pe verticală, aici se intervine, pentru deplasarea spotului, prin câmpul magnetic generat de circuitul de deflexie pe verticală. Durata deplasării verticale (deci și distanța față de linia precedentă) este aleasă de așa natură încât să se acopere toată suprafața ecranului cu un număr de linii, calculat funcție de norma de transmisie a semnalului video, rezultată ca un compromis între obținerea unei imagini de calitate și complexitatea circuitelor electronice aferente transmiterii și recepționării semnalului de televiziune.
Similar, după ce sunt trasate toate liniile orizontale necesare dintr-un cadru, atunci când spotul ajunge în partea inferioară, colțul din dreapta jos a ecranului cinescop, acesta trebuie readus la punctul inițial de baleiere, în partea superioară, colțul din stânga sus a tubului cinescop. Readucerea la acest punct se face cu blocarea intensității fascicolului de electroni, pentru a nu produce urme pe ecran, ideal este cu o durată cât mai mică, dar durata e limitată din punct de vedere tehnologic de modalitatea de variație a câmpului magnetic, generat de circuitele de baleaj. Tuburile cinescop utilizează deflexia fascicolului de electroni, atât pe orizontală, cât și pe verticală, printr-un câmp magnetic generat cu seturi de bobine. Schimbarea sensului de deplasare implică o schimbare a sensului curentului în bobine, iar acest lucru generează și o tensiune de autoinducție invers proporțională cu timpul alocat variației curentului prin bobine. Cu cât timpul pentru acestă variație este mai mic, cu atât tensiunea de autoinducție este mai mare. Pentru a face un compromis între posibilitatea de a gestiona aceste vârfuri de tensiune, cu scheme electronice simple, bazate pe tehnologiile dezvoltate la momentul inventării televiziunii, pe durata cursei inverse pe verticală se includ un număr mare de linii orizontale. Aceste linii nu vor putea deci transmite informație utilă, și se folosesc doar pentru a insera informații de sincronizare, plus alte semnale. Aceste semnale adiționale au fost adăugate odată cu dezvoltarea tehnologiilor în domeniul digital, când au fost utilizate pentru transmisii de date digitale, transmisii de tip teletext.

O redare simbolică, la o viteză redusă care ilustrează metoda de transmisie a semnalului tip video interlaced (scanare întrețesată)

Semnalul complet de televiziune pentru o transmisie analogică se compune din semnalul de imagine, impulsuri de stingere și impulsuri de sincronizare, formând sincrosemnalul complex. Numărul nominal de linii transmise, în care se descompune imaginea la o transmisie analogică, este ales ca un compromis optim, între calitatea imaginii și gradul de complexitate al circuitelor necesare, determinat de lățimea benzii transmise. Pentru standardul OIRT s-a ales un număr de 625 de linii. Din cele 625 de linii transmise, numai 575 de linii sunt active, deci linii folosite pentru semnalul util, iar 50 de linii sunt pasive, acestea nu se observă pe ecranul cinescop, și sunt folosite pentru transmiterea de semnale de sincronizare sau de date (la sistemele ce includ teletext). Din considerente legate de micșorarea benzii ocupată de un semnal video, la momentul alocarii canalelor de televiziune, în anul 1940, s-a decis ca transmisia semnalului să se facă printr-o tehnica tip video interlaced (cunoscută și sub numele de scanare întrețesută), prin care se reușește dublarea ratei de cadre percepute a unui afișaj video, dar fără a consuma o lățime de bandă suplimentară. Semnalul întrețesut conține două câmpuri ale unui cadru video (semicadre), care sunt capturate consecutiv. Acest lucru îmbunătățește percepția mișcării pentru privitor și va reduce pâlpâirea. Frecvența de schimbare a semicadrelor a fost aleasă pentru a fi superioară frecvenței critice de pâlpâire, care, pentru o imagine cu un nivel de strălucire mediu pe ecranul unui tub cinescop, este de 40 Hz. De aceea toate standardele prevăd, din considerente de evitare a interferențelor, ca frecvența semicadrelor să fie egala cu frecvența rețelei de alimentare cu tensiune alternativă. În cazul OIRT este de 50 Hz.
Numărul de linii orizontale distincte utile ale unui cadru este mai mic decât numărul de linii standardizat, deoarece pentru transmiterea semnalului util se folosesc numai liniile active, parcurse în timpul cursei directe a balejului de cadre (baleajul pe verticală), restul liniilor fiind pasive. În practică, considerând și situațiile dezavantajoase, se poate considera că definiția imaginii pe verticală, în medie, este aproximativ 0.75 z, unde cu z notăm numărul nominal de linii teoretice.
În cazul unui baleiaj de tip întrețesut, între frecvența liniilor și frecvența semicadrelor trebuie să existe un raport fix, pentru ca liniile pare ale unui semicadru să se așeze exact între liniile impare ale semicadrului anterior. De aceea numărul nominal de linii: {\displaystyle z={\frac {f_{l}}{f_{c}}}} 
unde {\displaystyle f_{l}} este frecvența liniilor, iar {\displaystyle f_{c}} frecvența cadrelor. Pentru a sincroniza imaginea, reprodusă pe un tub cinescop la redare, cu imaginea captată la emisie, se utilizează un circuit dedicat, care generează și inserează aceste impulsuri în componența semnalului complet de televiziune, urmând ca acestea de a fi extrase la recepție, cu un circuit electronic denumit "sincroprocesor". Rezultatul este un semnal video compozit (informații video cu sincronizare), de maxim 1 volt la o impedanță de 75 Ω. Semnalul audio (AF) (un semnal pentru transmisia mono sau două semnale în cazul difuzării stereofonice) este de obicei un semnal cu o lățime de bandă maximă de 15 kHz și un nivel maxim de 0 dBm (0.775 V / 600 Ω). Constanta de timp de preaccentuare este de 50 μs.
Pentru a transmite emisiunile de televiziune către publicul larg, semnalul video complex obținut, plus semnalul de sunet aferent, se introduc la emițător în circuite de modulare separate, unde fiecare modulează câte o purtătoare de frecvență intermediară (FI) (acestea au frecvențe diferite, conform standardului de televiziune ales). 
- Semnalul audio, după trecerea prin circuite de corecții și compensări, este aplicat unui modulator în frecvență (MF), unde modulează o purtătoare de frecvență intermediară (FI). Tehnica de modulare este de obicei modularea în frecvență (MF), cu o abatere maximă tipică de 50 kHz, pentru un semnal cu frecvența de 1 kHz, cu un nivel de 0 dBm (0.775 V / 600 Ω) la intrare.[8]

- Modulatorul video este un modulator în amplitudine, care modulează semnalul de frecvență intermediară (FI), de așa natură, pentru ca la o tensiune de 1 V semnal videocomplex să corespundă o purtătoare de frecvență intermediară de nivel scăzut, și, pentru aplicarea unei tensiuni de 0 volți semnal videocomplex, să corespundă un semnal FI de valoare mare. Acesta este modelul pentru standardul de modulație negativă.[a]

Modulatorul în amplitudine MA va produce la ieșire două benzi laterale simetrice cu semnalele modulate. Astfel, lățimea de bandă a semnalului FI este de două ori mai mare decât lățimea de bandă a semnalului video aplicat la intrare. Pentru reducerea benzii de frecvență ocupată la emisie, modulatorul este urmat de un filtru special, care suprimă una din benzile laterale, rezultate în urma procesului de modulație. Suprimarea se face cu un filtru special, în circuitul de la emițător. Din cauza curbei de tăiere imperfectă a filtrului de la emisie, banda laterală se suprimă doar parțial, obținîndu-se un spectru de radiofrecvență denumit: cu "rest de bandă laterală" (RBL). Și pentru standardul OIRT, ca la majoritatea standardelor, se transmite numai banda laterală superioară. La standardul OIRT frecvența purtătoare de sunet este întodeauna mai mare decât frecvența purtătoare de imagine, diferența dintre acestea este de 6.5 MHz.

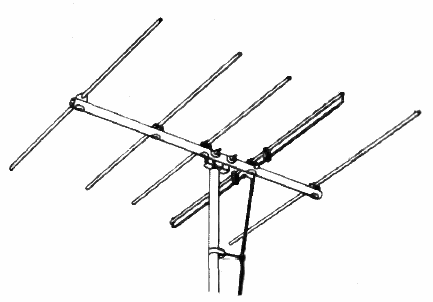
Antenă Yagi-Uda utilizată pentru banda III, FIF, canalele 6-12

Semnalul de imagine, măsurat ca lărgimea de bandă, între zonele unde nivelul de semnal scade la -20 dB, este cuprins între {\displaystyle f_{o}} –1.25 MHz și {\displaystyle f_{o}} +6.25 MHz, unde prin {\displaystyle f_{o}}  notăm frecvența purtătoare de imagine.
Semnalul de sunet, transmis pe o purtătoare separată, măsurat între nivele similare de atenuare, la -20 dB, este situat la +/- 0.25 MHz în jurul purtătoarei de sunet. În aceste condiții, banda unui semnal de televiziune pentru norma OIRT este de 8 MHz. Metoda de eliminare a benzii laterale permite o îngustare a spectrului emis, față de spectrul obținut din procesul de exploatare, și oferă posibilitatea măririi numărului de canale disponibile în benzile de frecvență înaltă și foarte înaltă, alocate transmisiilor de televiziune. Simultan, ocuparea unui spectru mai mic micșorează influența perturbațiilor reciproce între canale de emisie apropiate și permite implementarea unor soluții mai simple la fabricarea receptoarelor de semnal TV.

### Alocarea benzilor de televiziune pentru standardul OIRT
| Banda           | I     | II       | III     | IV      | V       |
| Frecvențe (MHz) | 41-68 | 87.5-100 | 144-216 | 467-585 | 610-900 |

Pentru standardul OIRT se rezervă banda II pentru emisiuni de radiofrecvență cu modulație în amplitudine, iar celelalte benzi sunt alocate pentru transmisiile de televiziune.
Dintre acestea, banda I și III sunt destinate transmisiei directe către abonat, iar banda IV este destinată transmisiilor prin relee terestre a emisiunilor tv  la mare distanța sau împreună cu banda V, pentru transmisiile de semnal tv color. 
În standardul OIRT, între canalele 2 și 3 de TV există o gamă de unde ultrascurte destinată radiodifuziunii, cu transmisie tip modulație în frecvență.

## Scoatere din uz
Guvernul României a aprobat, în data de 10 iunie 2015, printr-o Ordonanță de Urgență, ca emisia pe cale radio terestră a serviciilor de televiziune în sistem analogic, în banda de frecvențe radio 174-230 MHz, banda VHF (very high frequency), în spațiul canalului 6-11 pe care se transmite postul TVR 1, să poată continua, temporar, până la 31 decembrie 2016.